# Ritorna il tenente Sheridan
Ritorna il tenente Sheridan è una miniserie televisiva di genere poliziesco composta da sei puntate, prodotta nel 1963 dalla Rai e centrata sulla figura del tenente Sheridan, investigatore della Omicidi di San Francisco impersonato dall'attore Ubaldo Lay, ideata dagli sceneggiatori Mario Casacci, Alberto Ciambricco e Giuseppe Aldo Rossi.

## Dopo "Giallo Club"

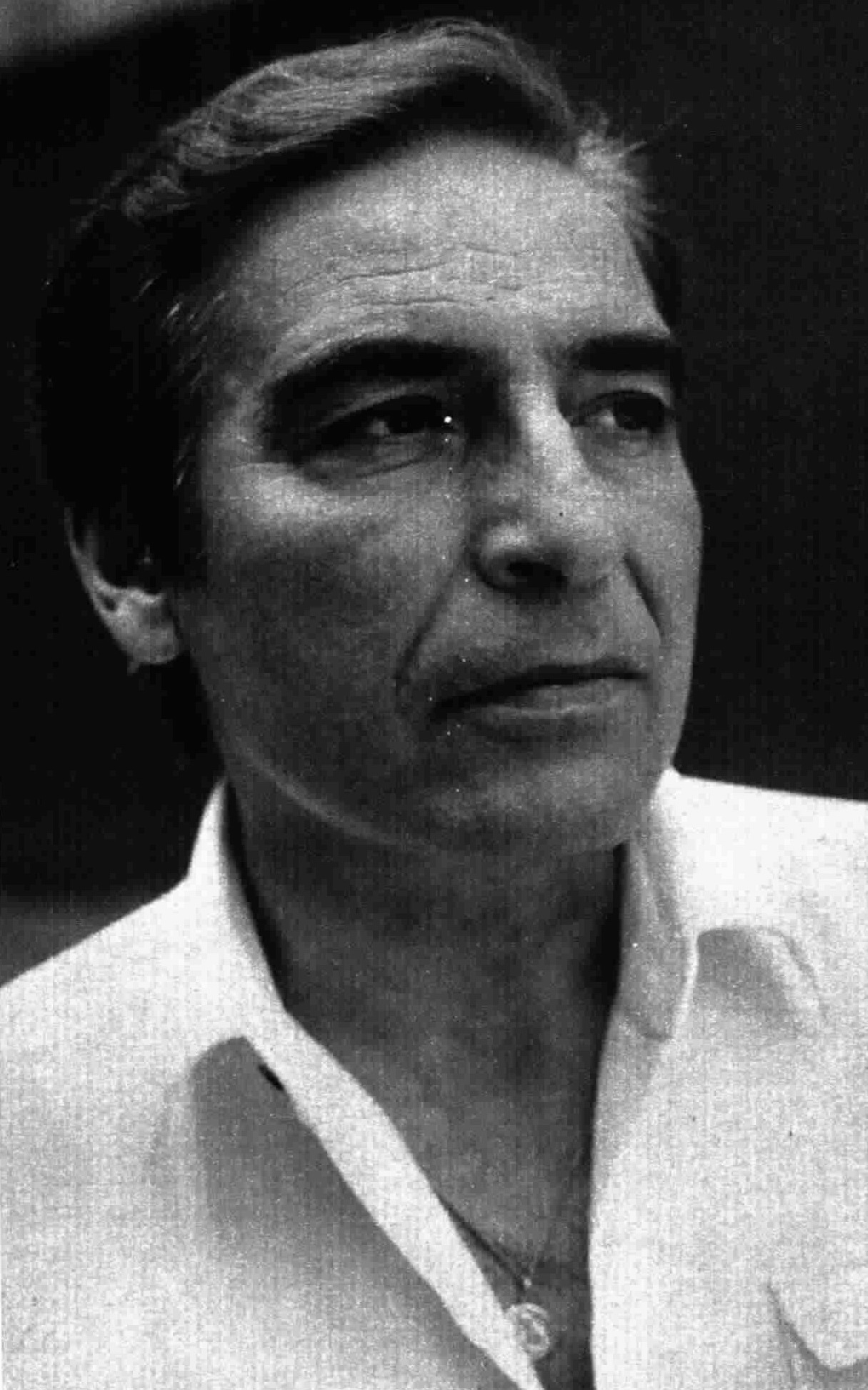
Ubaldo Lay alias tenente Ezechiele "Ezzy" Sheridan

La serie - trasmessa dal 20 ottobre sull'allora Programma Nazionale nel prime time della domenica sera - faceva seguito alla precedente serie inserita all'interno della trasmissione Giallo club. Invito al poliziesco. Quattro anni dopo, nel 1967 un ulteriore gruppo di telefilm con protagonista il popolare investigatore veniva inserito dalla RAI all'interno di una nuova serie Sheridan, squadra omicidi.
La regia dei sei telefilm girati in bianco e nero nel 1963 era affidata a Mario Landi mentre le storie erano scritte dagli autori storici Casacci, Ciambricco e Rossi.
In ogni episodio della nuova serie, a differenza di quanto avveniva in Giallo club. Invito al poliziesco, veniva abbandonata la formula del telequiz a sfondo poliziesco, così come - in una chiave di maggiore asciuttezza - venivano soppresse le figure del presentatore e dei concorrenti in studio, mentre ci si limitava a formulare al telespettatore la domanda canonica su chi potesse essere il colpevole, prima che la soluzione del giallo venisse svelata.
Come già per la precedente edizione, anche questa serie ebbe un notevole successo di ascolti e di critica, tanto che la figura dell'attore principale, Ubaldo Lay (peraltro all'epoca già famoso per la sua attività cinematografica e teatrale) acquistò ulteriore notorietà.
Accanto a Lay si alternavano in ogni episodio, oltre all'attore caratterista fisso Carlo Alighiero, nel ruolo del sergente braccio destro del tenente Sheridan, attori di fama, molti dei quali di formazione teatrale come Turi Ferro, Gabriella Andreini, Piera Degli Esposti, Ugo Pagliai e Vittorio Sanipoli.

## Episodi
Questi i titoli dei sei telefilm che componevano la miniserie:
| Ep. | Titolo                    | Interpreti |
| --- | ------------------------- | --- |
| 1   | L'ultima verità           | Mario Lombardini, Renato Lupi, Carlo Lombardini, Marcello Bonini, Ferruccio De Ceresa, Maria Pia Lupi, Giovanni Diotaiuti, Franca Lumachi, Enrico Lazzareschi, Sabrina Loy, Mario Luciani, Daniele Tedeschi, Turi Ferro, Mario Chiocchio, Gabriella Andreini, Luciano Pigozzi, Jolanda Verdirosi, Flora Lillo,                                                     |
| 2   | Una dote per Ghita        | Ezio Rossi, Lauro Gazzolo, Franca Badeschi, Quinto Parmeggiani, Mimmo Craig, Gino Lavagetto, Nino Pavese, Elena De Merik, Adolfo Spesca, Otello Toso, Sara Ridolfi, Gianna Pacetti, Francesco Sormano |
| 3   | Un testimone per uccidere | Marcello Tusco, Giuseppe Lopresti, Marino Masè, Miranda Campa, Carlo Vittorio Zizzari, Franco Scandurra, Fulvia Mammi, Orazio Orlando, Andreina Paul, Carlo Hintermann, Toni Dimitri, Irene Aloisi, Enzo Tarascio, Franco Castellani, Piera Degli Esposti |
| 4   | La lettera                | Diego Michelotti, Ugo Pagliai, Angela Cavo, Vira Silenti, Lucio Rama, Ivano Staccioli, Gianna Vivaldi, Paolo Carlini, Liù Bosisio, Marisa Mantovani, Armando Furlai, Piero Vivaldi, Corrado Sonni, Luigi Gatti, Nino Pavese |
| 5   | Un uomo nuovo             | Turi Ferro, Nada Cortese, Antonio Pierfederici, Andreina Paul, Luciano Francioli, Gabriella Pini, Siria Betti, Mario Righetti, Carlo Reali, Elena De Merik, Mila Vannucci, Giancarlo Maestri, Augusto Mastrantoni, Vittorio Sanipoli, Bruno Proietti, Nino Pavese, Livio Lorenzon, Lia Murano, Franco Freisteiner, Attilio Duse, Ignazio Pappalardo, Vittorio Duse |
| 6   | La città accusa           | Loredana Savelli, Luigi Gatti, Vittorio Soncini, Paul Müller, Franca Parisi, Romeo De Baggis, Grazia Volpi, Lilli Lembo, Lia Murano, Mara Danesi, Wanda Capodaglio, Giuseppe Pertile, Renato Romano, Diana De Ferrante, Elena De Merik, Rino Castelli, Nino Pavese, Alfredo Salvadori, Isa Crescenzi, Agatino Tomaselli                                            |